# Cotini

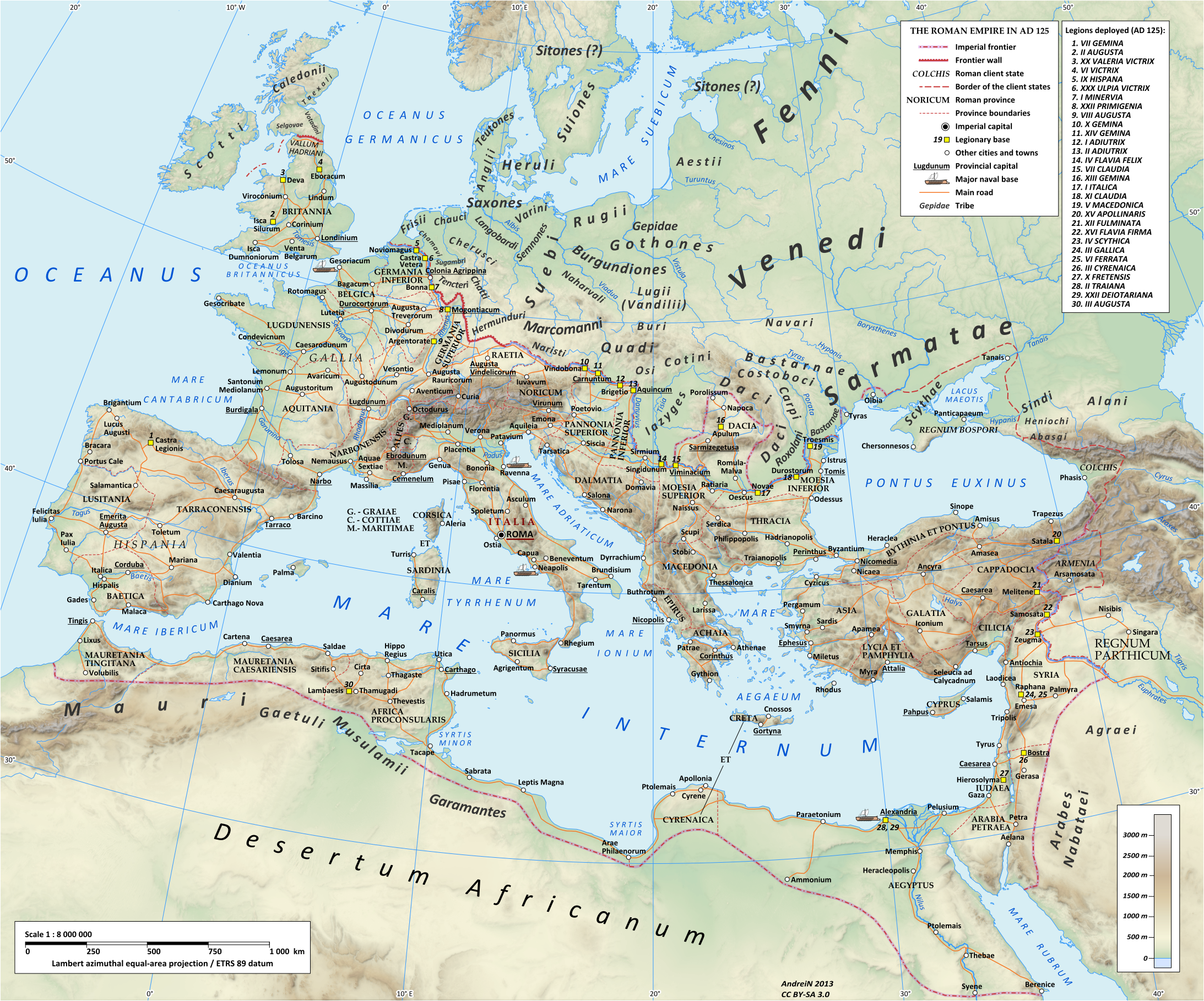
Imperiul Roman în timpurile lui Hadrian. Cotinii la nord-vest de Dacia.

Cotinii, uneori menționați și drept Gotini, a fost un trib de gali. La momentul apogeului Imperiului Roman aceștia se găseau pe crestele Carpaților de Nord, aproximativ de-a lungul graniței dintre Slovacia și Polonia. Au fost unul dintre triburile de celți care au purtat războaie împotriva dacilor.